# Стара ратуша в Амстердамі
«Стара́ ра́туша в Амстерда́мі» (нід. Het oude stadhuis te Amsterdam) — картина нідерландського живописця Пітера Санредама. Створена у 1657 році. Зберігається у Державному музеї в Амстердамі (інв. №SK-C-1409).

## Опис
У 1641 році Санредам поїхав у Амстердам, щоб написати картину старої ратуші на площі Дам. Це зайняло у нього шість повних днів. Він вчинив так, оскільки у 1640 році вже було вирішено замінити середньовічний комплекс із чотирьох будівель новою ратушею, яка більше б підходила до образу лідируючого світового центру торгівлі.
Санредам написав цю картину у 1657 році на основі свого колишнього малюнка. До того часу стара ратуша була зруйнована «не більше, ніж за 3 години» вже як п'ять років. Він написав це на цоколі будівлі.
Картину Санредама купив бургомістр Амстердама у 1658 році для кабінету бургомістра у новій ратуші (тепер Королівському палаці), яка до того часу вже використовувалась три роки. Санредам отримав за неї 300 гульденів.